# Anupam Roy
Pour les articles homonymes, voir Roy.
 (décembre 2023).
Si vous disposez d'ouvrages ou d'articles de référence ou si vous connaissez des sites web de qualité traitant du thème abordé ici, merci de compléter l'article en donnant les références utiles à sa vérifiabilité et en les liant à la section « Notes et références ».
 (décembre 2023).
La mise en forme du texte ne suit pas les recommandations de Wikipédia : il faut le « wikifier ».
Les points d'amélioration suivants sont les cas les plus fréquents. Le détail des points à revoir est peut-être précisé sur la page de discussion.
- Les titres sont pré-formatés par le logiciel. Ils ne sont ni en capitales, ni en gras.
- Le texte ne doit pas être écrit en capitales (les noms de famille non plus), ni en gras, ni en italique, ni en « petit »…
- Le gras n'est utilisé que pour surligner le titre de l'article dans l'introduction, une seule fois.
- L'italique est rarement utilisé : mots en langue étrangère, titres d'œuvres, noms de bateaux, etc.
- Les citations ne sont pas en italique mais en corps de texte normal. Elles sont entourées par des guillemets français : « et ».
- Les listes à puces sont à éviter, des paragraphes rédigés étant largement préférés. Les tableaux sont à réserver à la présentation de données structurées (résultats, etc.).
- Les appels de note de bas de page (petits chiffres en exposant, introduits par l'outil «  Source ») sont à placer entre la fin de phrase et le point final[comme ça].
- Les liens internes (vers d'autres articles de Wikipédia) sont à choisir avec parcimonie. Créez des liens vers des articles approfondissant le sujet. Les termes génériques sans rapport avec le sujet sont à éviter, ainsi que les répétitions de liens vers un même terme.
- Les liens externes sont à placer uniquement dans une section « Liens externes », à la fin de l'article. Ces liens sont à choisir avec parcimonie suivant les règles définies. Si un lien sert de source à l'article, son insertion dans le texte est à faire par les notes de bas de page.
- La présentation des références doit suivre les conventions bibliographiques. Il est recommandé d'utiliser les modèles {{Ouvrage}}, {{Chapitre}}, {{Article}}, {{Lien web}} et/ou {{Bibliographie}}. Le mode d'édition visuel peut mettre en forme automatiquement les références.
- Insérer une infobox (cadre d'informations à droite) n'est pas obligatoire pour parachever la mise en page.

Pour une aide détaillée, merci de consulter Aide:Wikification.
Si vous pensez que ces points ont été résolus, vous pouvez retirer ce bandeau et améliorer la mise en forme d'un autre article.
Anupam Roy est un auteur-compositeur-interprète et directeur musical indien originaire de Kolkata né le 29 mars 1982. Il a fait ses débuts avec Amake Amar Moto Thakte Dao & Benche Thakar Gaan, qui figure sur la bande originale du film bengali Autograph, sorti en 2010. Depuis, il a composé, écrit des paroles et chanté pour de nombreux films.

## Débuts
En 2015, il a fait ses débuts à Bollywood en composant les chansons et la musique de fond pour le film Piku. Il a été nommé pour le 61e Filmfare Award du meilleur directeur musical et a remporté le 61e Filmfare Award de la meilleure musique de fond pour Piku. Lauréat de quatre Filmfare Awards, il est également récipiendaire du 64e National Film Award du meilleur parolier pour la chanson Tumi Jaake Bhalobasho.

## Musique
Deux de ses chansons figuraient dans le film bengali Autograph (2010) de Srijit Mukherji. Roy a écrit et composé Benche Thakar Gaan (বেঁচে থাকার গান), chanté par Rupam Islam et également par lui-même dans une autre version et Amake Amar Moto Thakte Dao (আমাকে আমার মতো থ াকতে দাও), qu'il a chanté lui-même. Roy a ensuite fait ses débuts en tant que directeur musical du film bengali Chalo Paltai (2011). La même année, des films comme Baishe Srabon, Rang Milanti sortent où il poursuit son travail de directeur musical, parolier et chanteur. En 2012, Hemlock Society a sorti où il a travaillé en tant que directeur musical/parolier/chanteur. Des chansons comme Ekhon Anek Raat et Amar Mawte ont propulsé son succès à un autre niveau. 2014 marque la sortie de 4 films où il travaille comme directeur musical. Les chansons de Highway et Chotushkone se sont remarquablement bien comportées dans les charts musicaux. Boba Tunnel et Bawshonto Eshe Gechhe figuraient entre autres chansons de Roy.
Il a fait ses débuts à Bollywood en 2015 en tant que directeur musical, chanteur et parolier, Piku, réalisé par Shoojit Sircar. En 2015, il a épousé sa petite amie de longue date Piya Chakraborty.
Outre la musique de film, Roy a quatre albums solo. Il a sorti Durbine Chokh Rakhbona (দূরবীনে চোখ রাখব না), son premier album en 2012 qui contient des morceaux comme Bijli Baati, Tistaan et aussi la version originale de Benche Thakar Gaan. Il a enchaîné avec Dwitiyo Purush (দ্বিতীয় পুরুষ) en 2013 avec un clip d' Adbhut Mugdhota. Son troisième album Bakyobageesh est sorti en 2014. 2014 a également marqué le premier concert live d'Anupam Roy à Mumbai au Sarvajanin Durgotsav organisé par la Powai Bengali Welfare Organization (PBWA).
En tant qu'artiste indépendant, lui et son groupe ont sorti son premier single anglais Second Sex en mai 2013. En 2015, il a réalisé son premier épisode de Coke Studio (Inde). Il a recréé avec succès Moner Manush de Lalon Fakir avec un vers hindi supplémentaire écrit et composé par lui.
En 2016, il compose deux chansons pour le film hindi Pink. En 2017, il compose pour les films hindi Running Shaadi (une chanson) et Dear Maya.
Le 14 février 2017, Anupam sort son quatrième album studio Ebar Morle Gachh Hawbo. L'album comprend des chansons telles que Amar Shohor, Estrogen, Choitrer Kafon, Rock n Roll et Byatha Lage . Cela a été suivi de son cinquième album intitulé Adrishya Nagordolar Trip, sorti en 2023. Cet album contient huit chansons et a été interprété par dix artistes à travers huit formes d'art.

## Discographie
Albums solo de Roy en tant qu'auteur-compositeur-interprète.